# بيتن يونغ
بيتن يونغ (بالإنجليزية: Peyton Young)‏ هو اقتصادي ورياضياتي أمريكي، ولد في 9 مارس 1945 في إيفانستون في الولايات المتحدة.